# Charles Hill
Charles Hill est une ville du Botswana.